# Застава Соломонових Острва
Застава Соломонових Острва  је усвојена 18. новембра, 1977. Пет главних острвских група су представљене са пет звезда. Плава боја представља океан, зелена земљу, а жута сунце.

## Историјске и употребне заставе
- Цивилна застава 1:2
- Ратна поморска застава 1:2